# Pro rege, saepe, pro patria semper.
Pro rege, saepe, pro patria semper est une locution latine signifiant « Pour le roi souvent ; pour la patrie toujours ».
C'était la devise personnelle de Jean-Baptiste Colbert.

## Sources
- Sur dicocitations.fr
- Sur histoire-en-citations.fr
- Sur locutio.net